# 澳大利亚国徽
澳大利亚国徽（英語：Coat of arms of Australia）是一面盾徽。其最初于1908年5月7日由爱德华七世授予，而现版本则于1912年9月12日由喬治五世授予。但旧版本仍然在一些场合使用，例如在六便士上一直使用到1966年。

## 历史
澳大利亞聯邦成立後，愛德華七世國王於1908年5月7日授予了澳大利亞的第一個官方紋章。最初的設計被認為是受到1805年的鮑曼旗幟的啟發，它展示了由袋鼠和鴯鶓支撐的玫瑰、三葉草和薊。

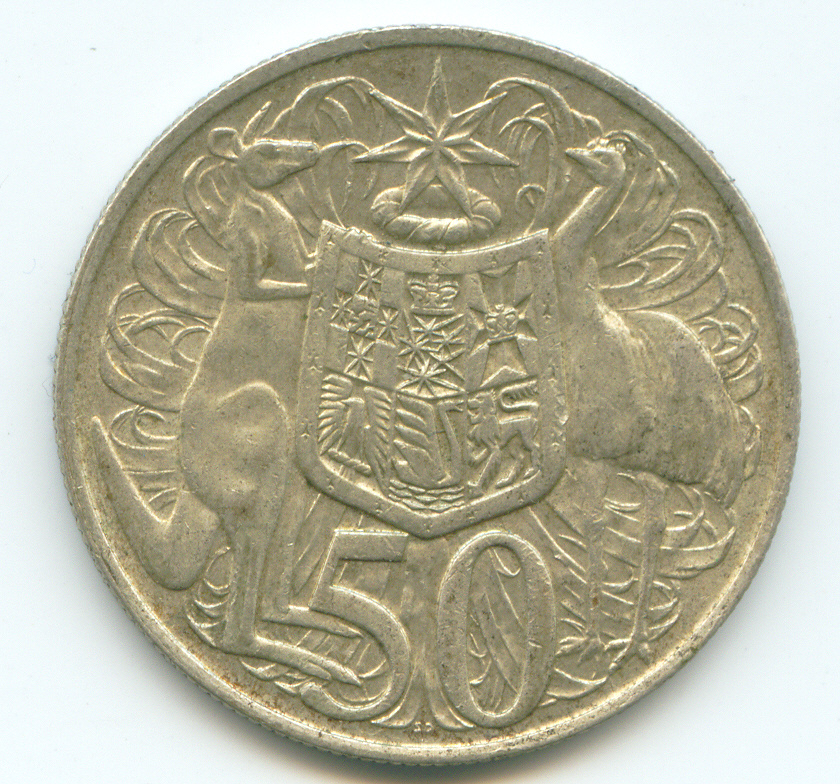
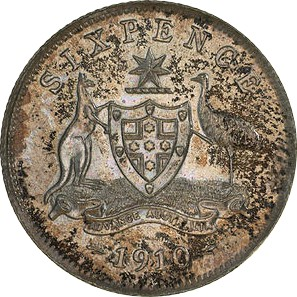
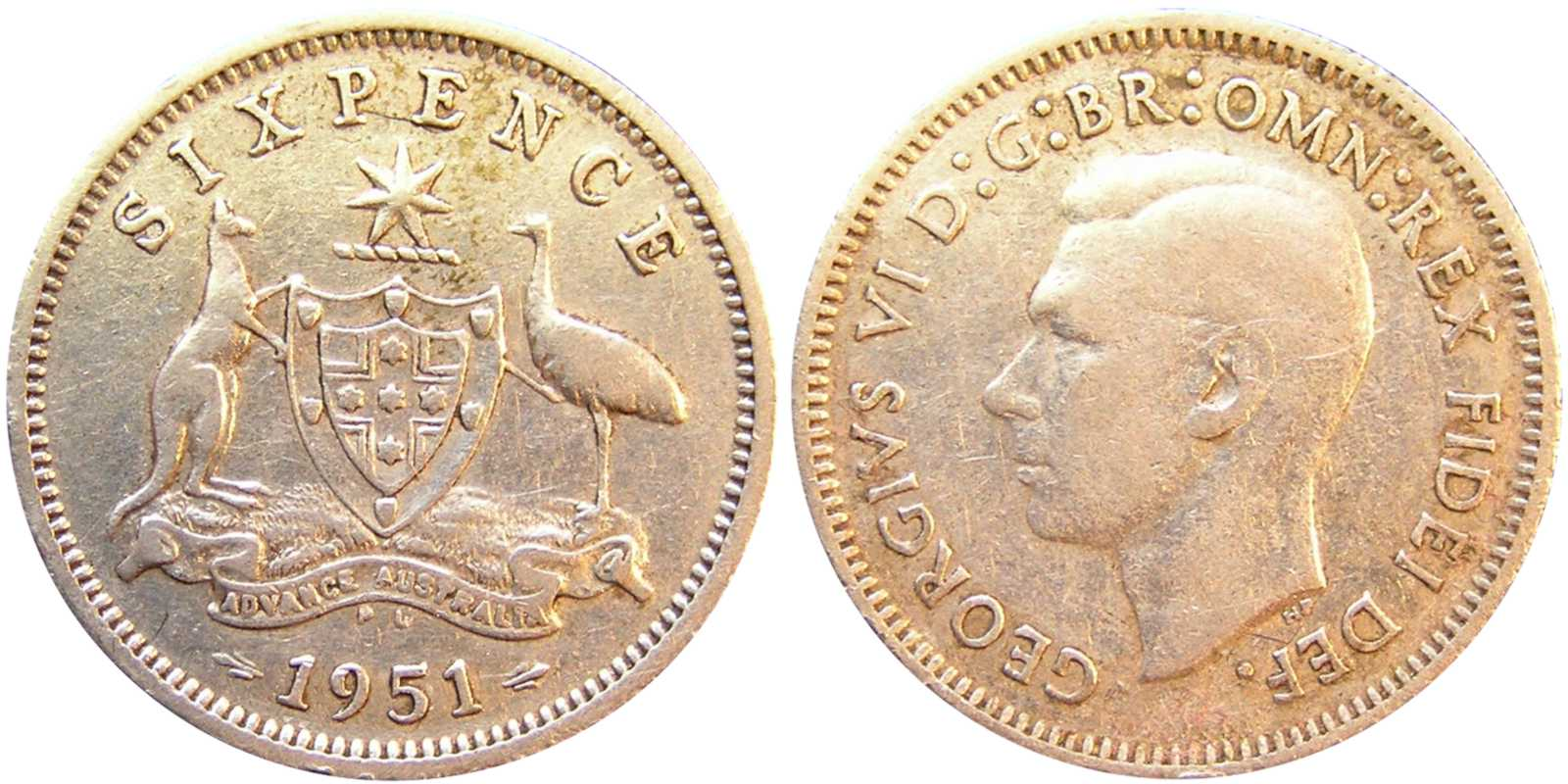
不同年代的澳元硬币
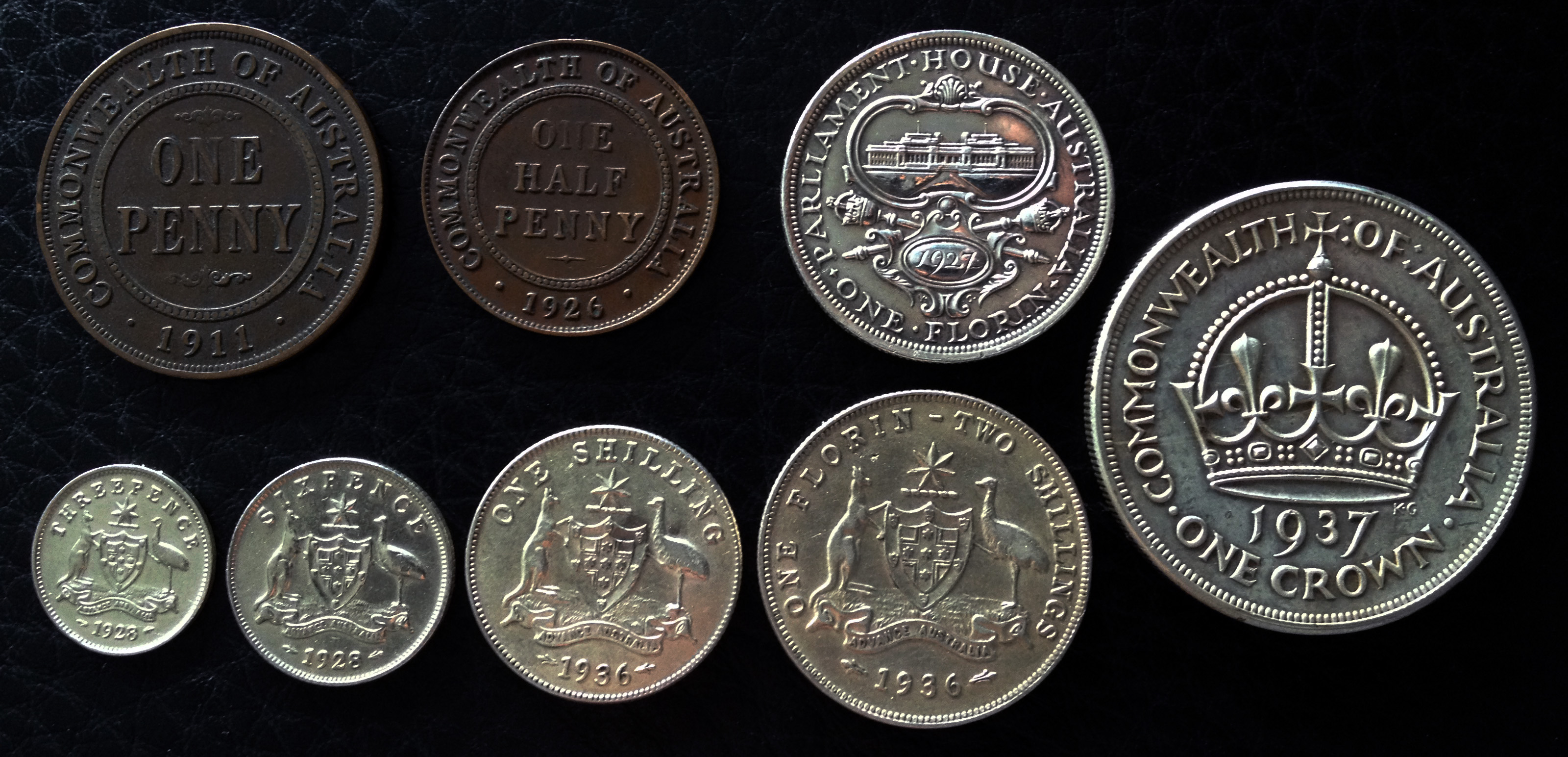
显示的国徽变化

## 設計
澳大利亚国徽以盾牌為中心，盾面上的圖案代表組成聯邦的六個州，四周为含有貂纹图案的白边。
| 州份         | 图案 | 图案的描述             |
| ------------ | ---- | ---------------------- |
| 新南威爾士州 |      | 聖喬治十字、金獅和星星 |
| 維多利亞州   |      | 王冠和南十字星座       |
| 昆士蘭州     |      | 馬爾他十字和王冠       |
| 南澳大利亚州 |      | 白背鍾鵲               |
| 西澳大利亚州 |      | 黑天鵝                 |
| 塔斯馬尼亞州 |      | 紅獅                   |

盾牌上方是藍白相間的花環和聯邦七角星。左右兩側各有袋鼠和鴯鶓站在桉樹枝上，背後襯托著澳大利亞的國花——金合歡。

## 澳大利亞聯邦各州及各領地官方徽章

新南威爾士州州徽
維多利亞州州徽
昆士蘭州州徽
南澳大利亞州州徽
西澳大利亞州州徽
塔斯馬尼亞州州徽
澳大利亚首都领地徽
諾福克島領地徽
北領地徽